# 八月初十
八月初十，农历八月第十天。

## 出生
- 清高宗乾隆四十七年，道光皇帝。。

## 逝世
- 康熙三十八年(1699年)，吳鳳。

## 参看
- 日历
- 八月初八 - 八月初九 - 八月初十 - 八月十一 - 八月十二
- 七月初十 - 八月初十 - 九月初十
- 正月 - 二月 - 三月 - 四月 - 五月 - 六月 - 七月 - 八月 - 九月 - 十月 - 十一月 - 腊月
- 公历8月10日